# Пелехатий Віктор Миколайович
Віктор Миколайович Пелехатий (нар. 21 липня 1988, м. Бердянськ, Запорізька область — пом. 23 березня 2022), металургійний комбінат «Азовсталь», м. Маріуполь, Донецька область) — український військовослужбовець, старший сержант Окремого загону спеціального призначення «Азов» Національної гвардії України, учасник російсько-української війни, який відзначився і загинув під час відбиття російського вторгнення в Україну. Кавалер ордена «За мужність» ІІІ ступеня (2022 р., посмертно).

## Життєпис
Віктор Миколайович Пелехатий народився у місті Бердянську Запорізької області у родині рятувальника міського відділу МНС/ДСНС. Його мати померла, коли Віктору було 12. 2003-го батько одружився вдруге, у родині народився син – зведений брат Віктора. 
Закінчив Бердянський державний педагогічний університет.
Коли на Сході України почалася прихована, «гібрідна» фаза російсько-української війни, у автомайстерні батька, Миколи Васильовича (на той момент – уже пенсіонера), Віктор разом із батьком почали безкоштовно ремонтувати автівки бійцям добровольчих підрозділів. 2015-го Віктор був прийнятий на військову службу за контрактом до ОЗСП «Азов». За чотири місяці до нього приєднався і 55-річний батько. Деякий час вони навіть продовжували працювати на базі своєї майстерні, а потім у «Азові» було сформовано ремонтну роту. 
Протягом деякого часу Віктор та Микола Васильович служили разом у ремонтній роті, проте згодом Віктор перевівся до 2-го батальйону оперативного призначення, де обійняв посаду головного сержанта взводу матеріально-технічного забезпечення та отримав підвищення у військовому званні.
Від початку повномасштабної російської агресії брав участь у виличних боях за Маріуполь та героїчній обороні території металургійного комбінату «Азовсталь». 23 березня 2022 року під час виконання бойового завдання дістав поранення, несумісні з життям.
Командир ремонтної роти майор Сергій «Броня» Павліченко категорічно заборонив підлеглим розповідати «Васильовичу» про смерть сина, і він не знав про це лихо, аж поки один із бійців, який не знав про наказ «Броні», став йому співчувати… Вже перебуваючи у ворожому полоні у колишній виправній колонії в Оленівці, Микола Васильович попросив дружину организувати кремацію тіла Віктора, щоб після деокупації Бердянська поховати його у рідній землі. На жаль, виконати цей заповіт дружина не змогла: станом на червень 2024-го тіло старшого сержанта Пелехатого не ідентифіковано…

## Родина
У Віктора залишилися дружина, донька, мачуха, зведений брат.
Батько, старший солдат Пелехатий Микола Васильович, у ніч на 29 липня 2022 року прийняв мученицьку смерть у полоні внаслідок масового вбивства військовополонених, влаштованого окупантами у колонії в Оленівці.

## Нагороди
- орден «За мужність» III ступеня (2022, посмертно) — за особисту мужність і самовіддані дії, виявлені у захисті державного суверенітету та територіальної цілісності України, вірність військовій присязі, зразкове виконання службового обов'язку[2].